# Majorelletuin

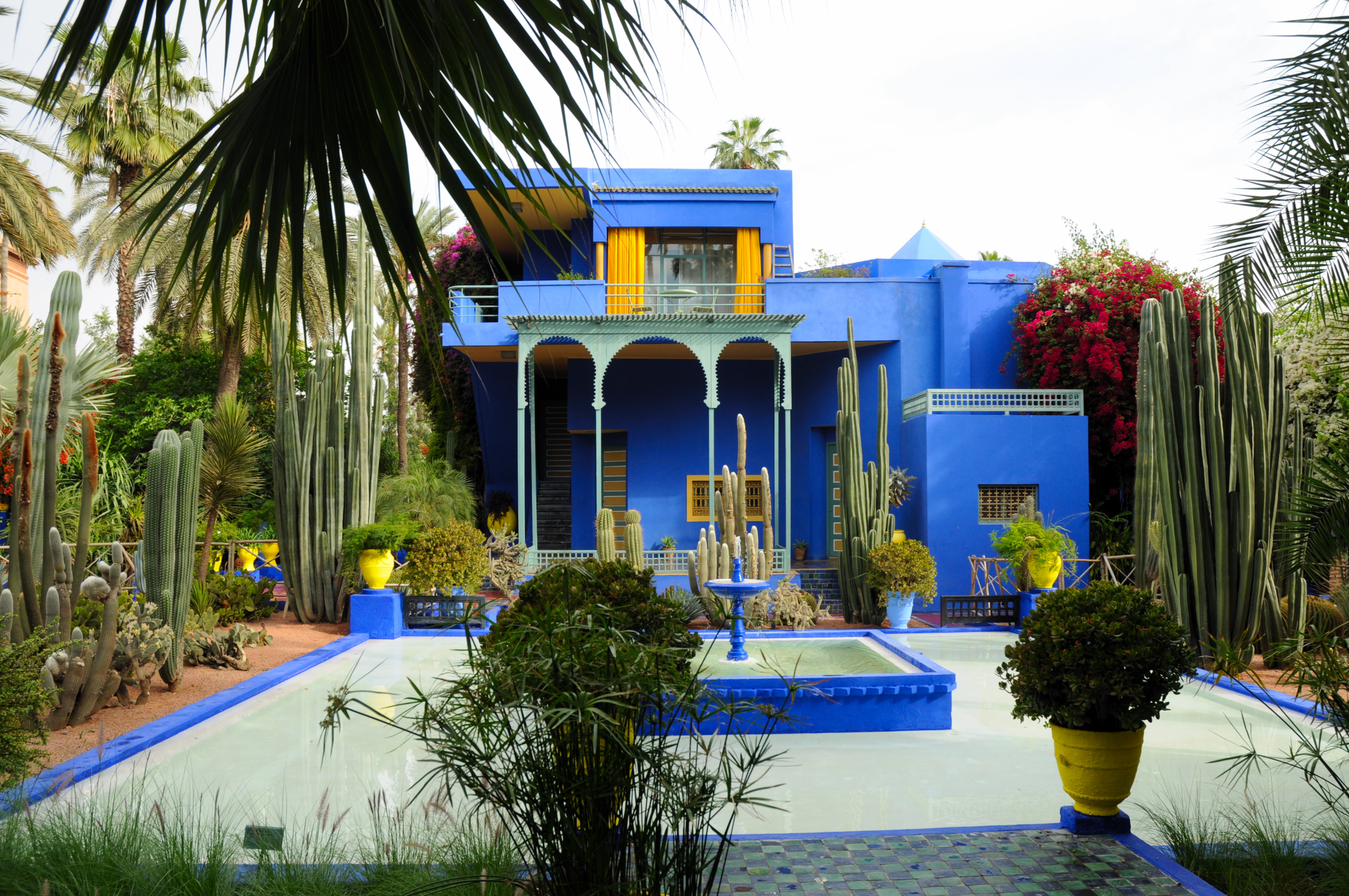

De Majorelletuin (Arabisch:حديقة ماجوريل, Frans: Jardin Majorelle) is een botanische tuin in Marrakesh. De tuin werd ontworpen door de Franse kunstenaar Jacques Majorelle in 1924, toen Marokko een protectoraat van Frankrijk was. De kobaltblauwe kleur, kenmerkend voor vele decoratieve elementen in de tuin en het atelier, werd later naar deze kunstenaar vernoemd; Majorelleblauw.

## Algemeen
Sinds 1949 zijn de tuin en het atelier van Majorelle opengesteld voor publiek. De tuin herbergt planten van alle vijf continenten, met nadruk van planten uit de cactusfamilie en bougainvillea. In de tuin, die tegen betaling toegankelijk is, bevindt zich ook een museum met islamitische kunst. In het voormalig atelier is namelijk een klein etnografisch museum gevestigd over de cultuur van de Berbers met schilderijen en voorbeelden van textiel, keramiek en sieraden. 

## Yves Saint Laurent
Vanaf 1980 was de Majorelletuin eigendom van de in 2008 overleden Franse modeontwerper Yves Saint Laurent en zijn partner Pierre Bergé. In 1997 richtte Bergé een stichting op, die het behoud en beheer van de tuin op zich nam. Na zijn overlijden werd Saint Laurents as in de rozentuin verstrooid. Een groot deel van de textielverzameling komt uit zijn persoonlijke collectie.
In 2009 en 2010 was het complex gesloten wegens herinrichting. Het bezoekersaantal ligt rond de 650 duizend.

## Fotogalerij

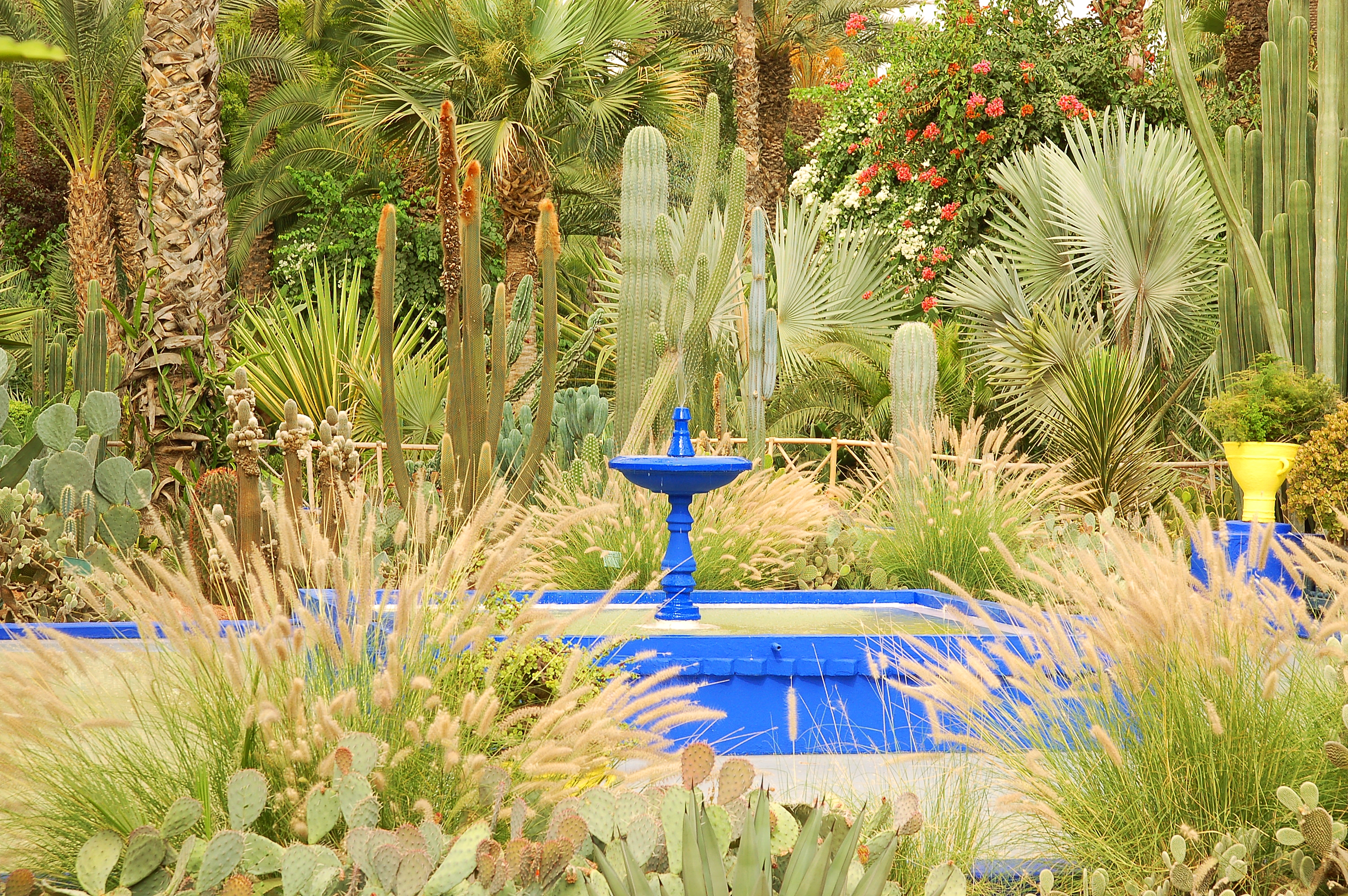
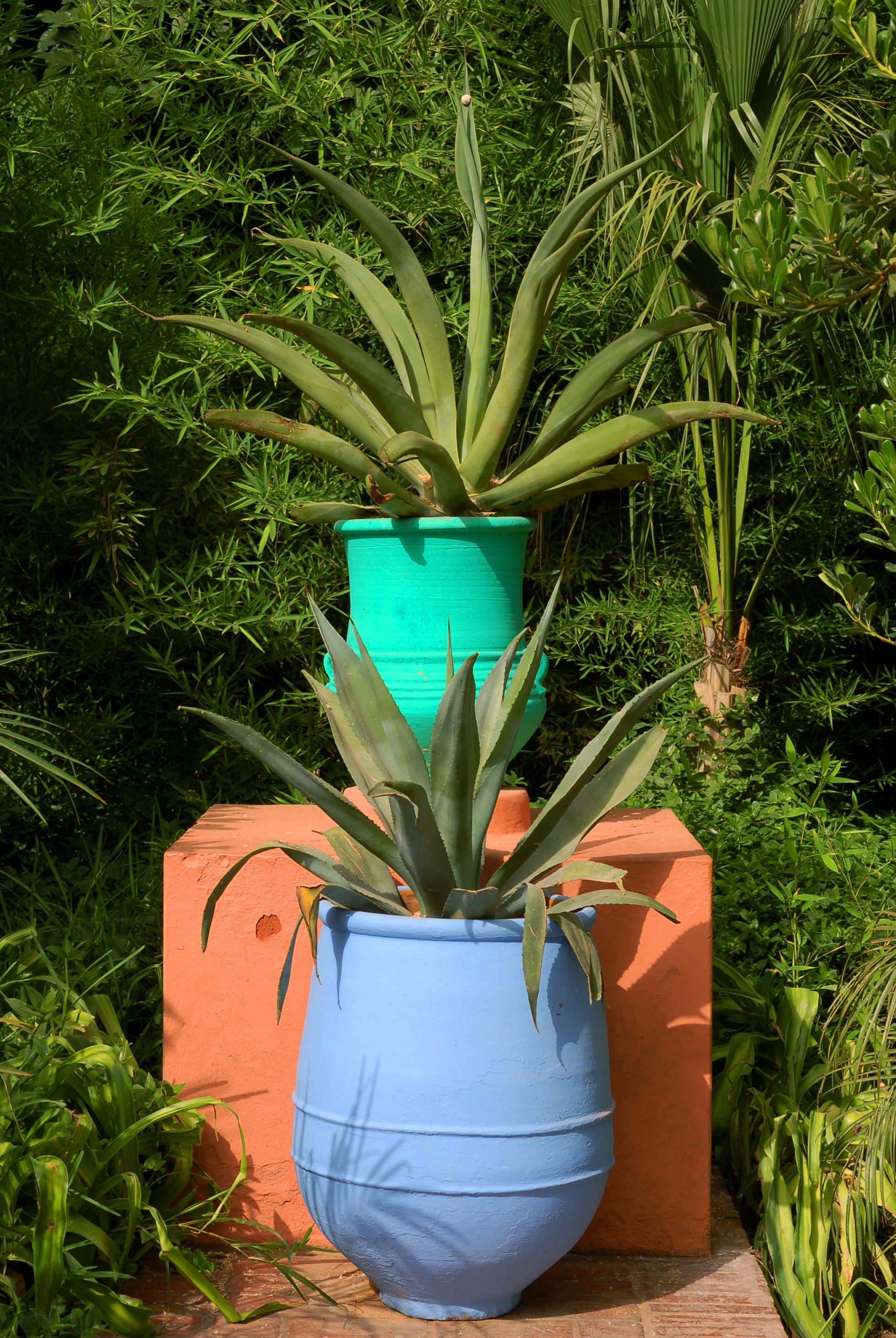
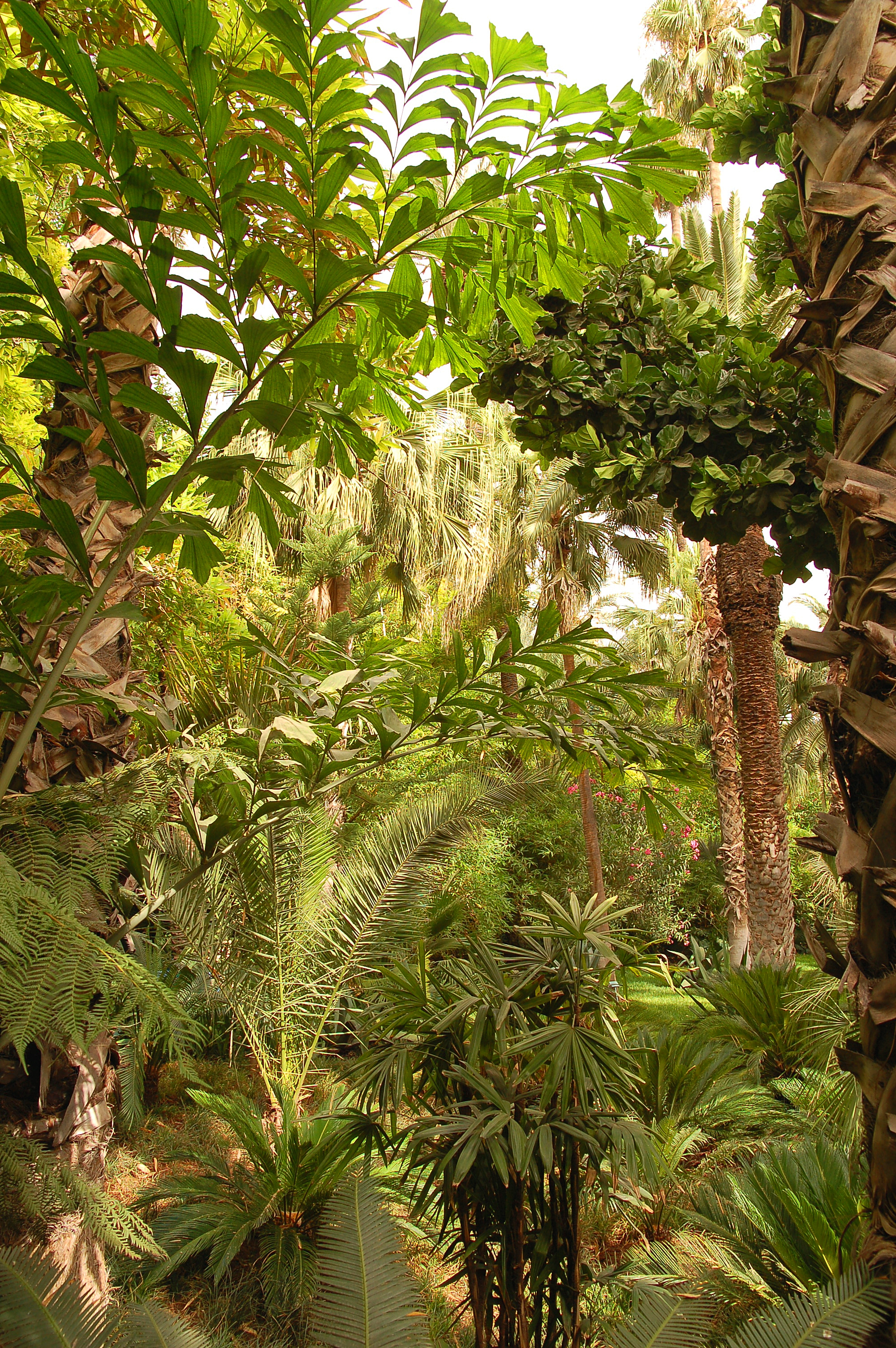
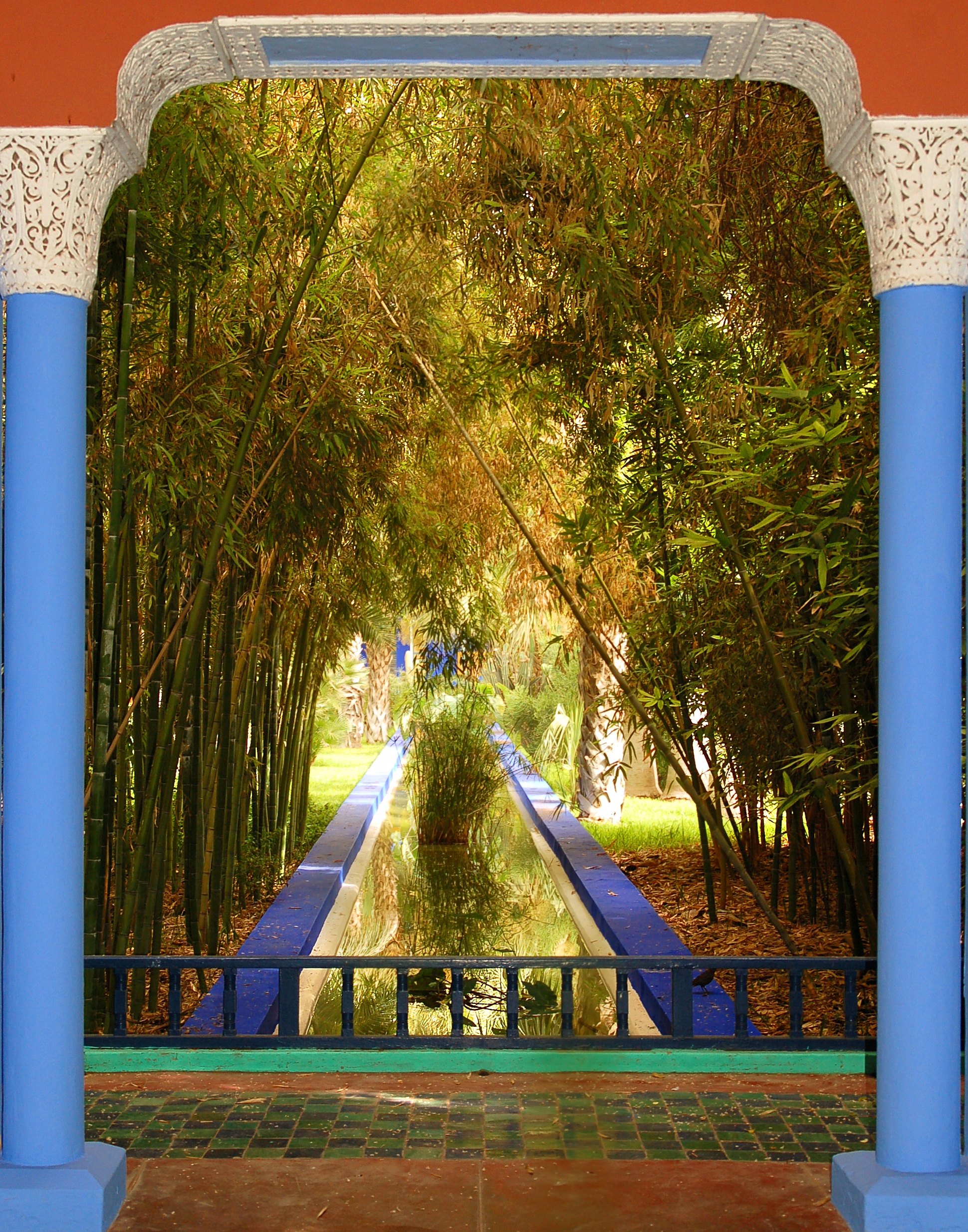
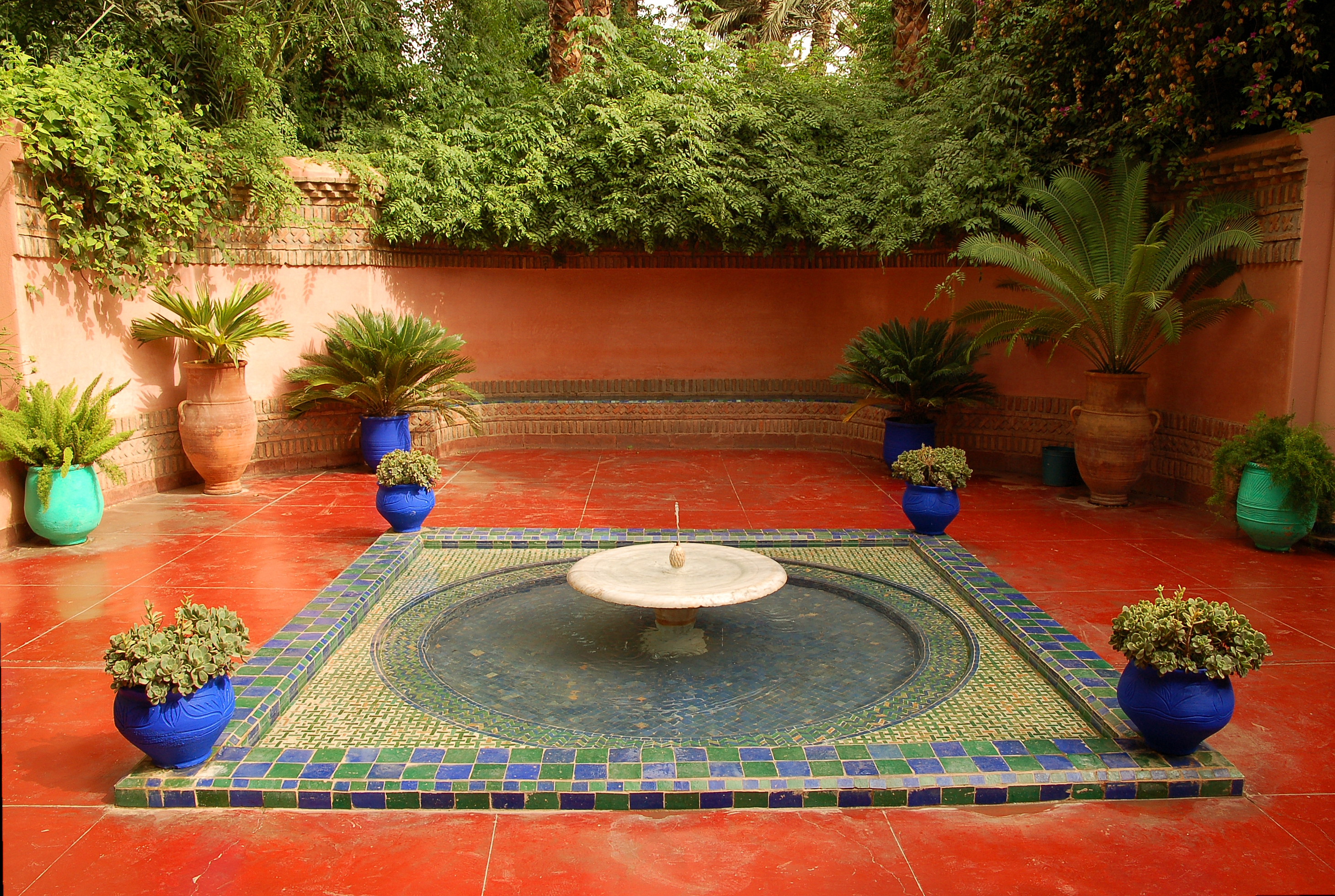
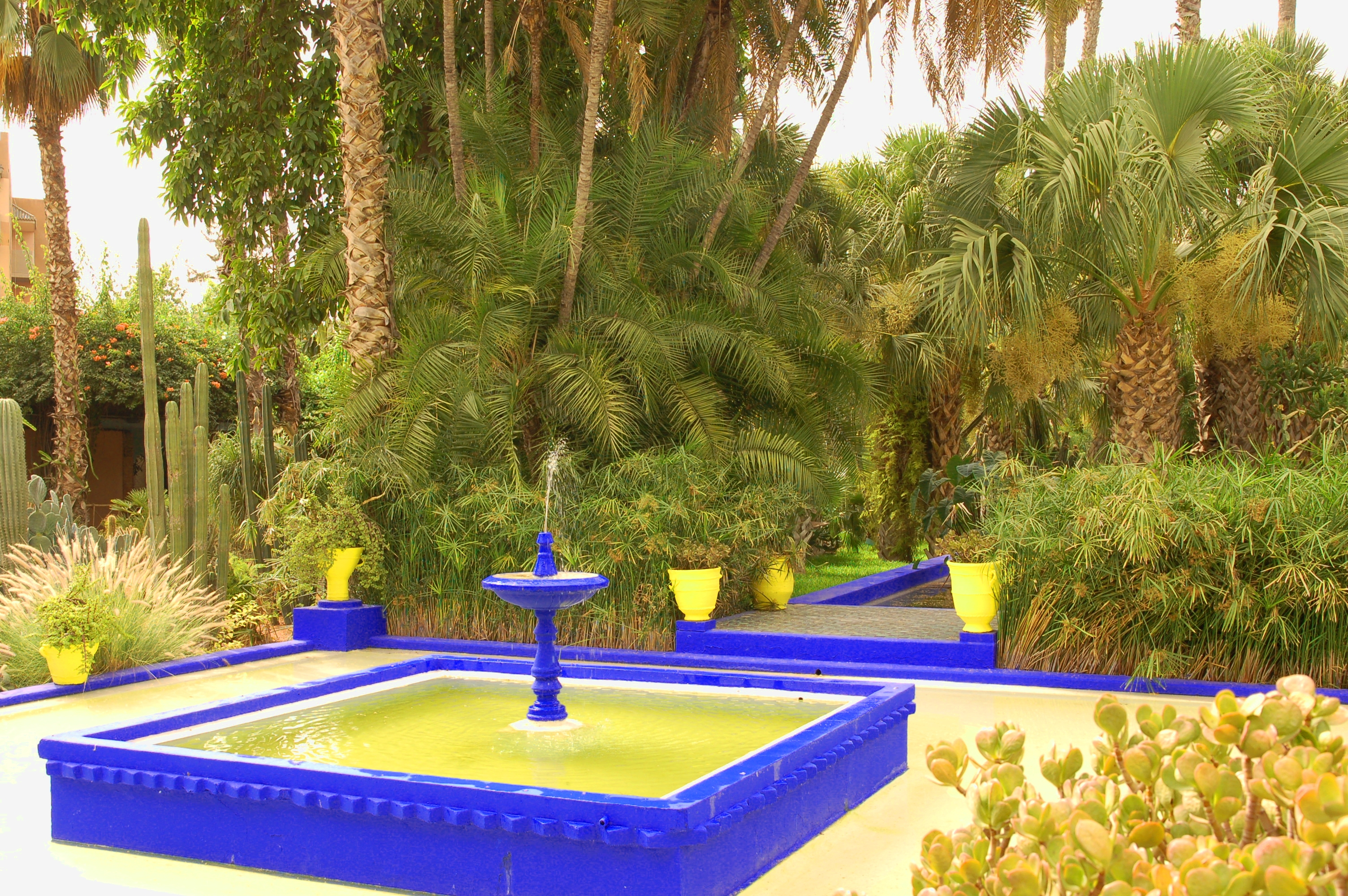
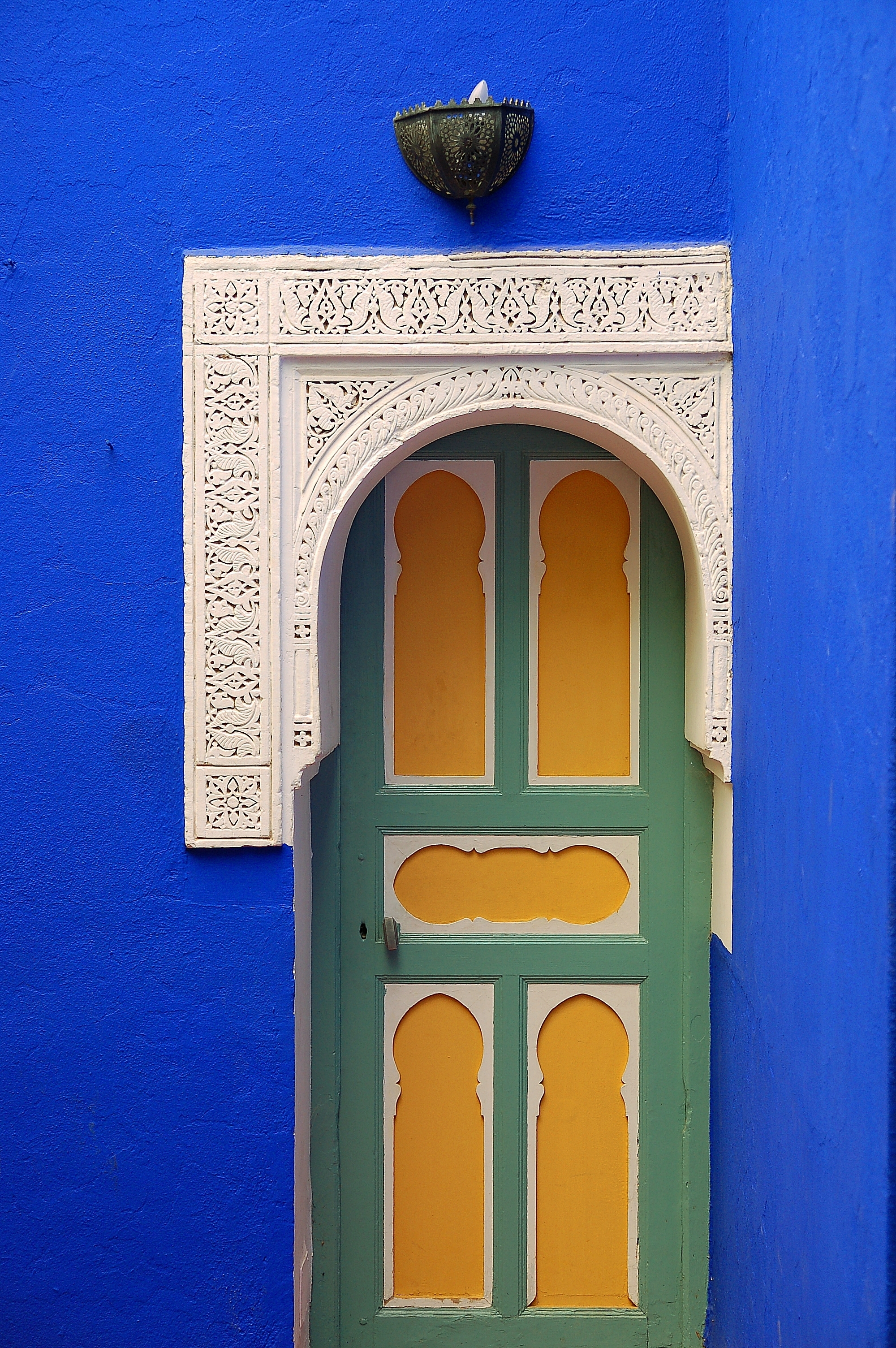
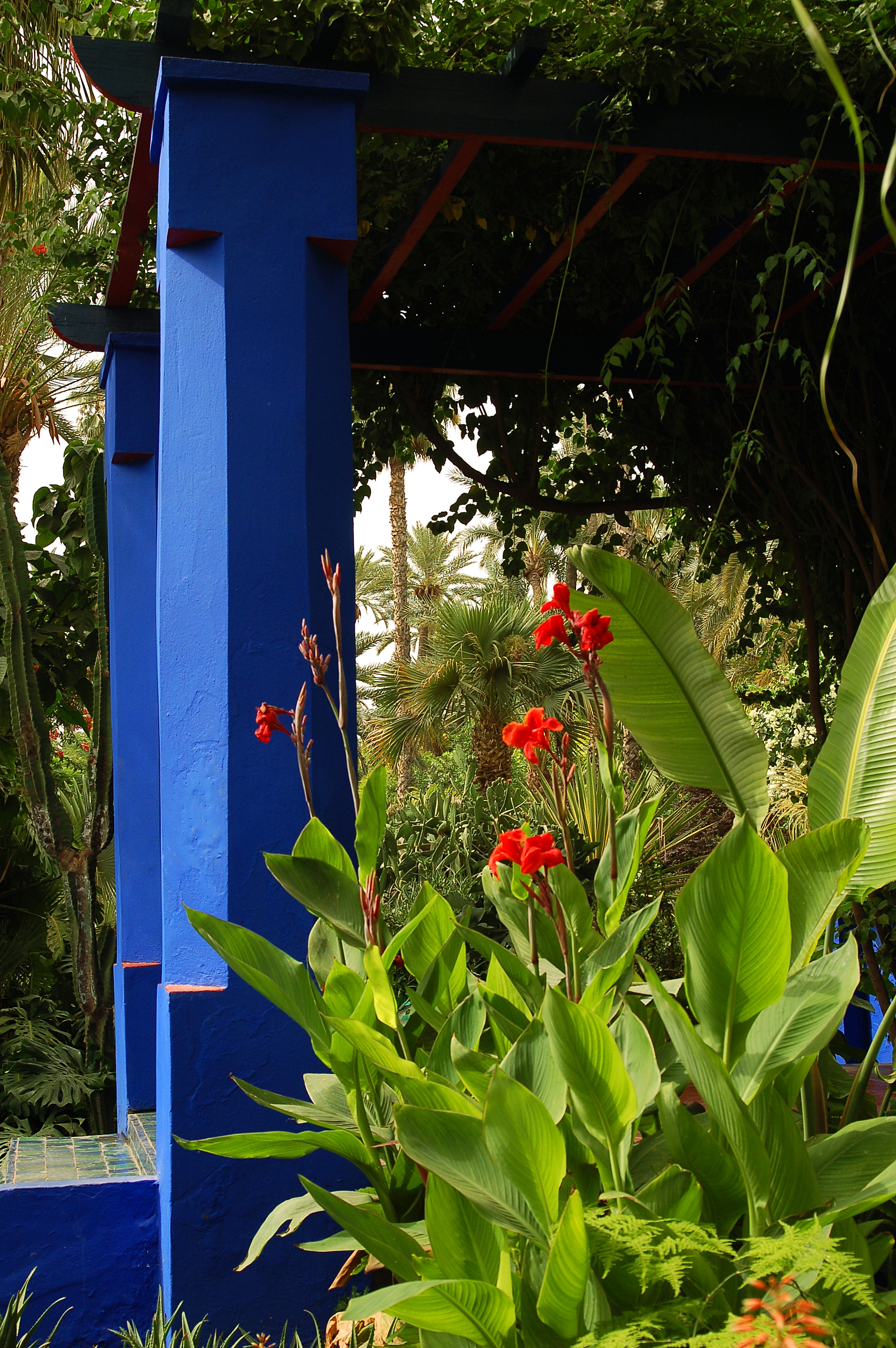
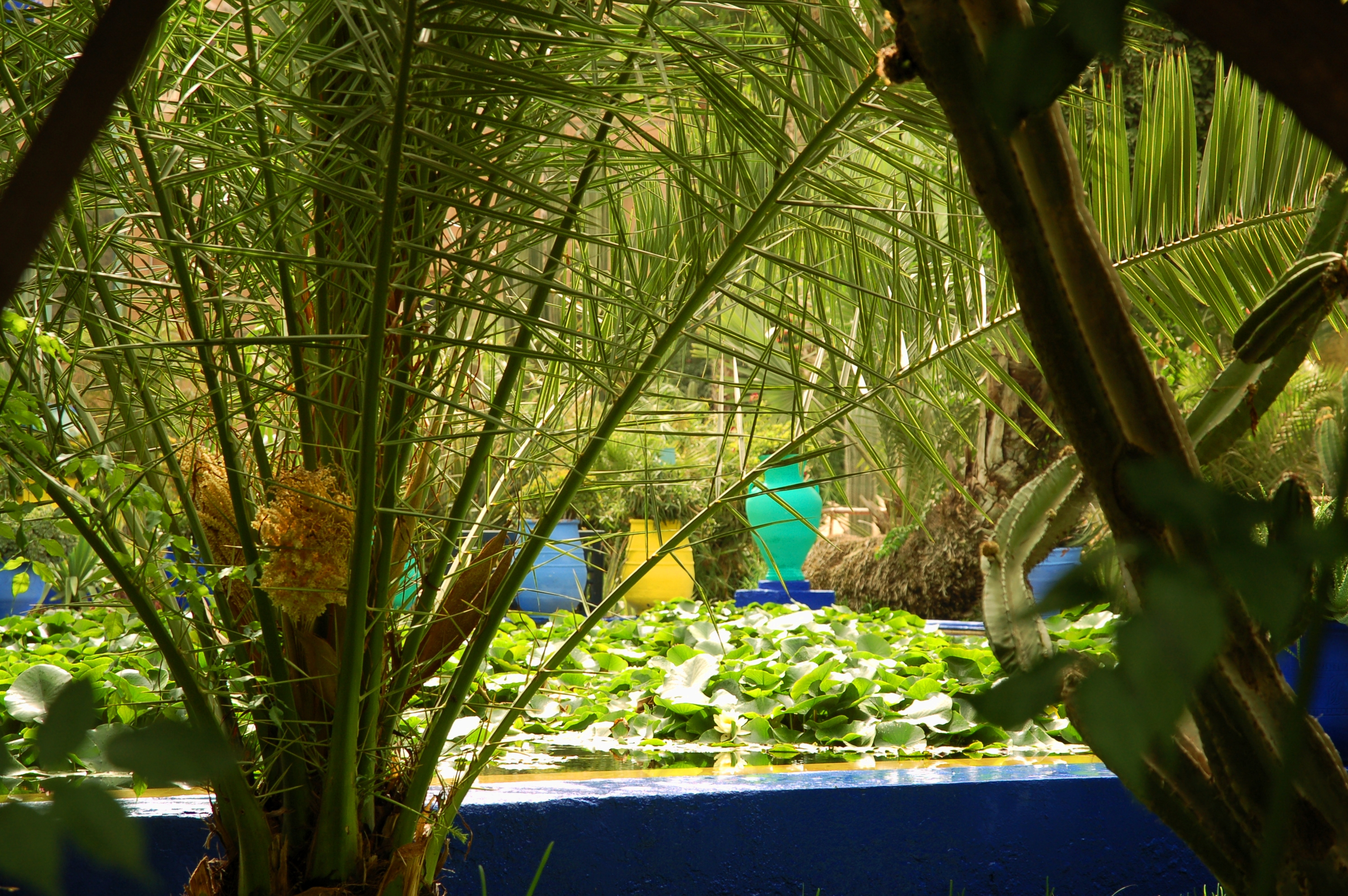
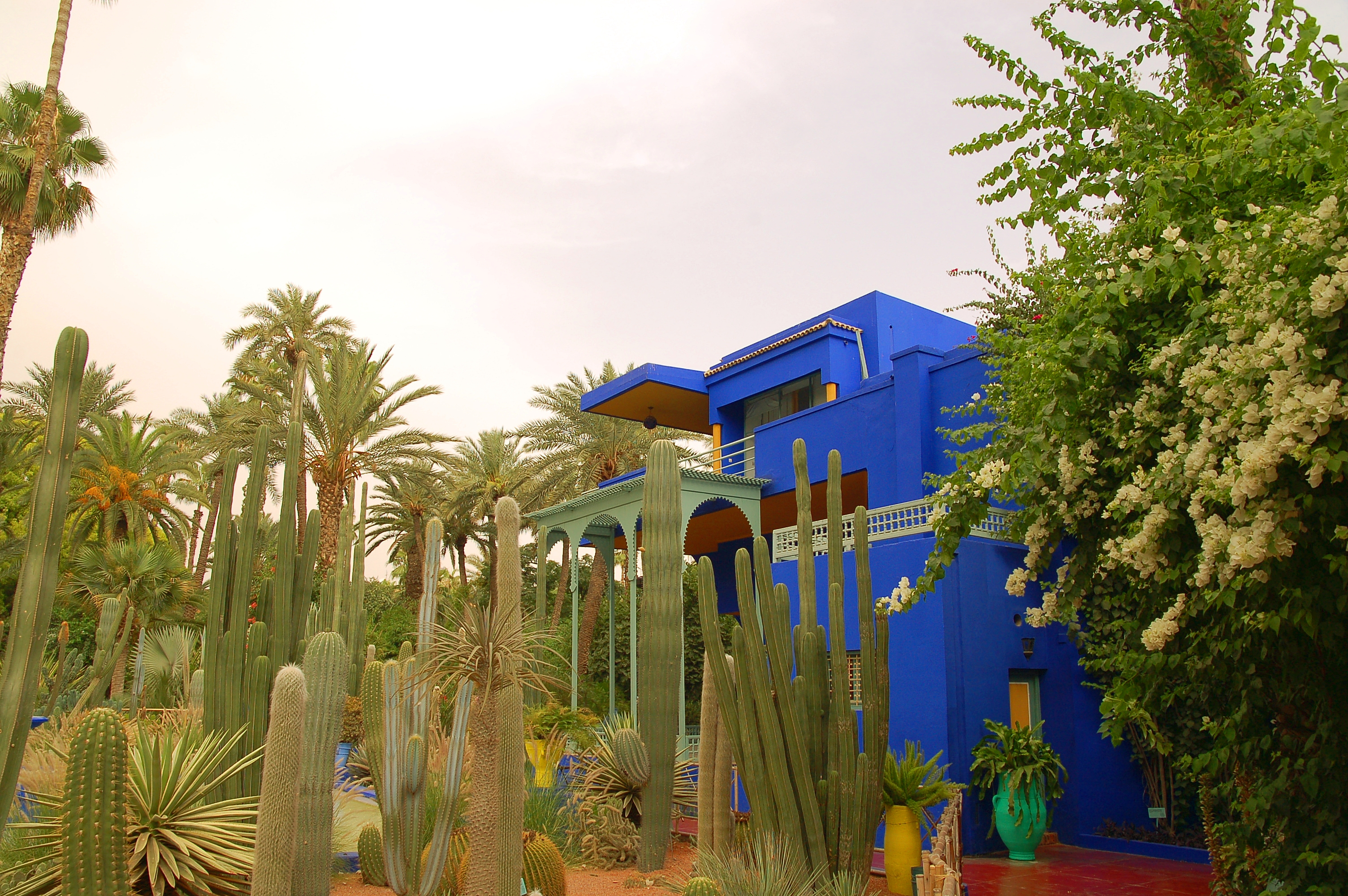
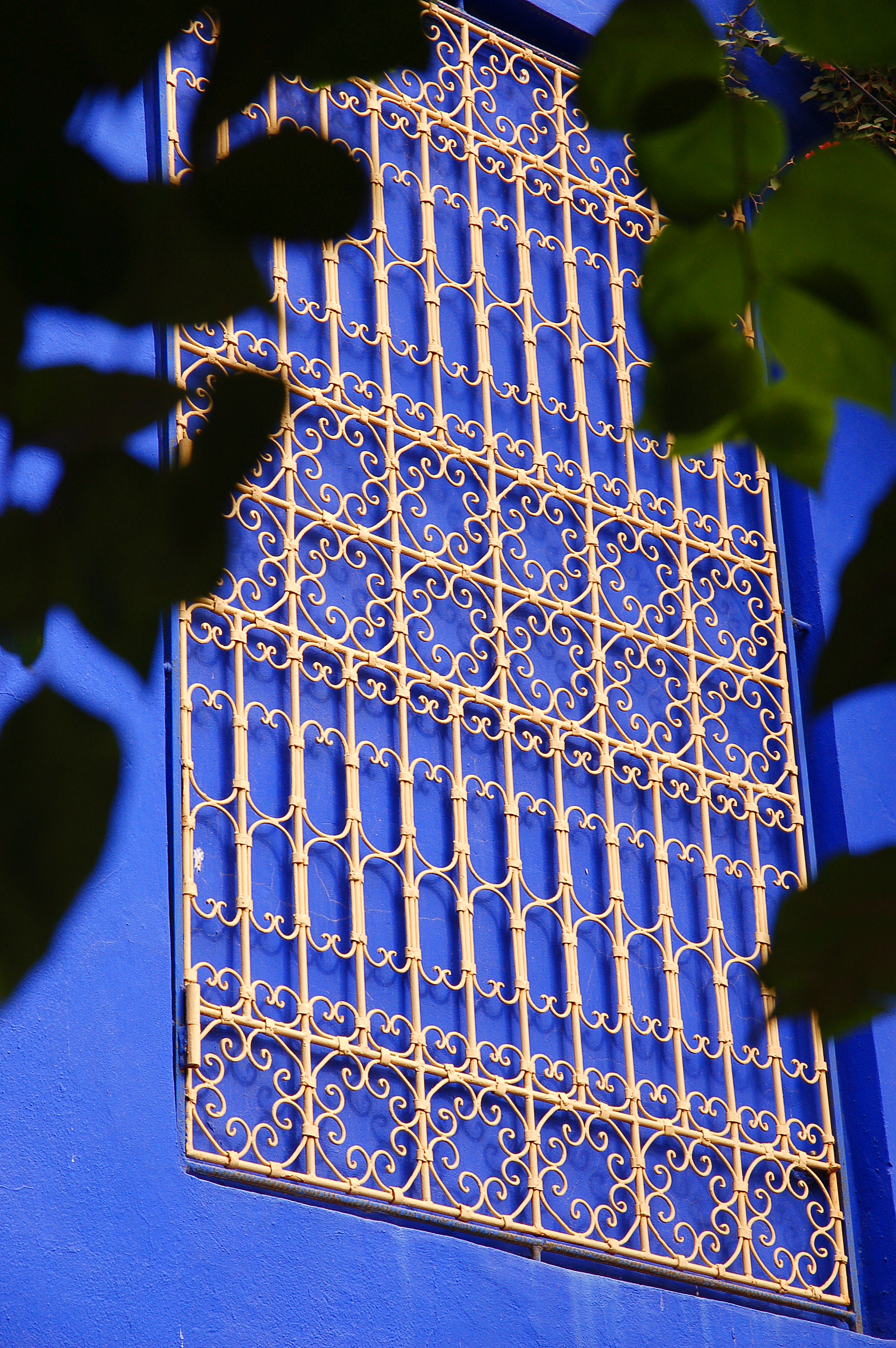
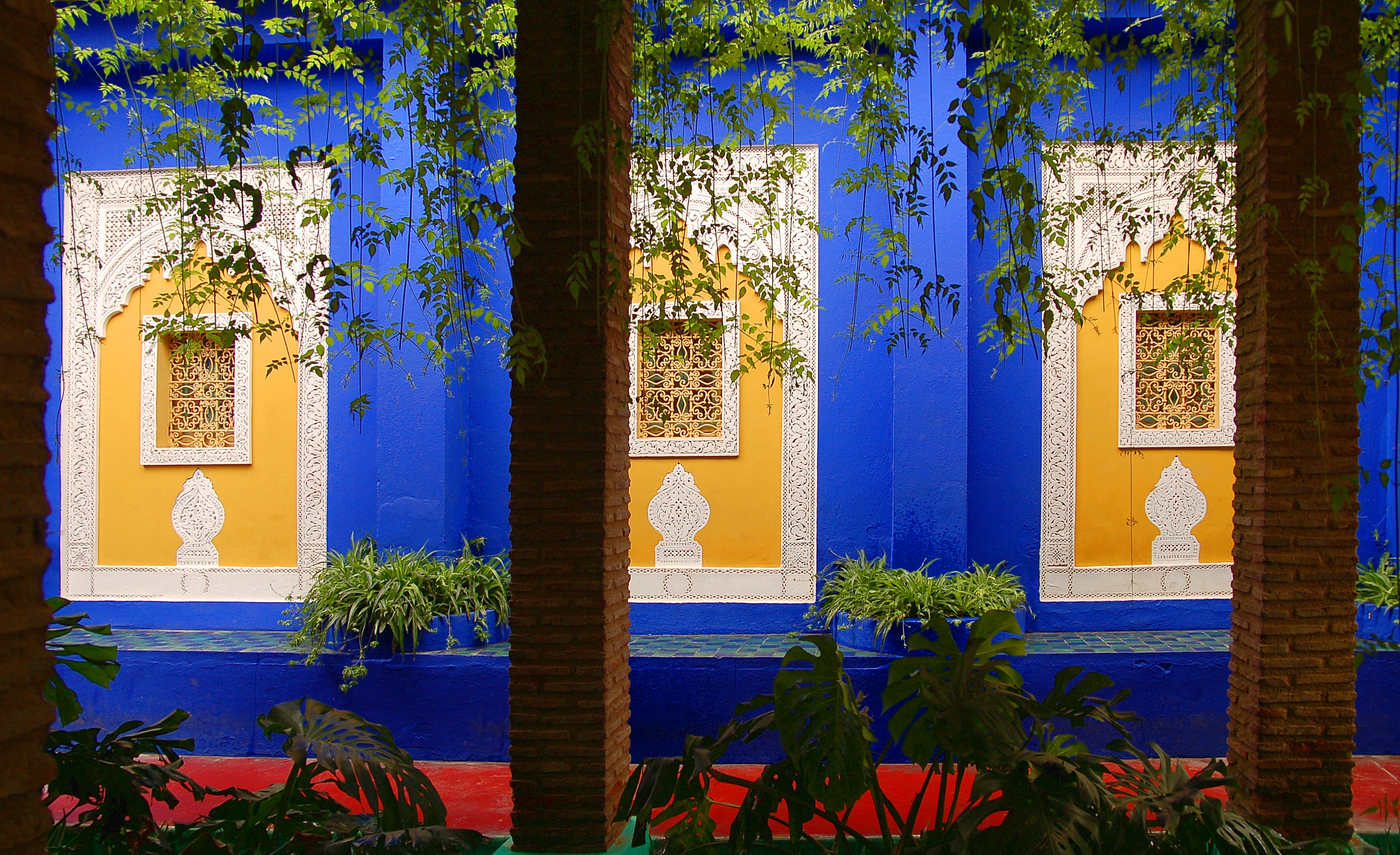
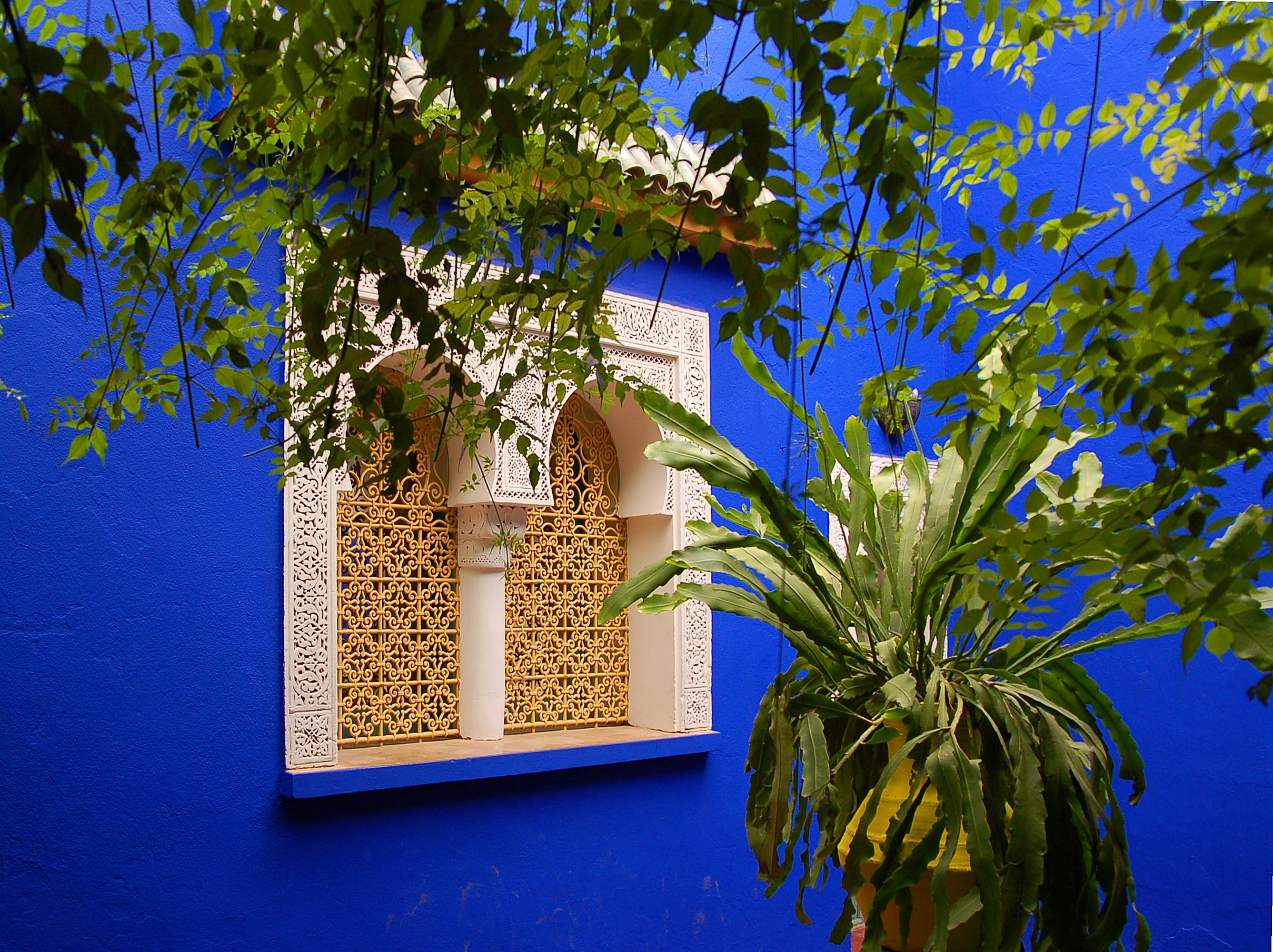
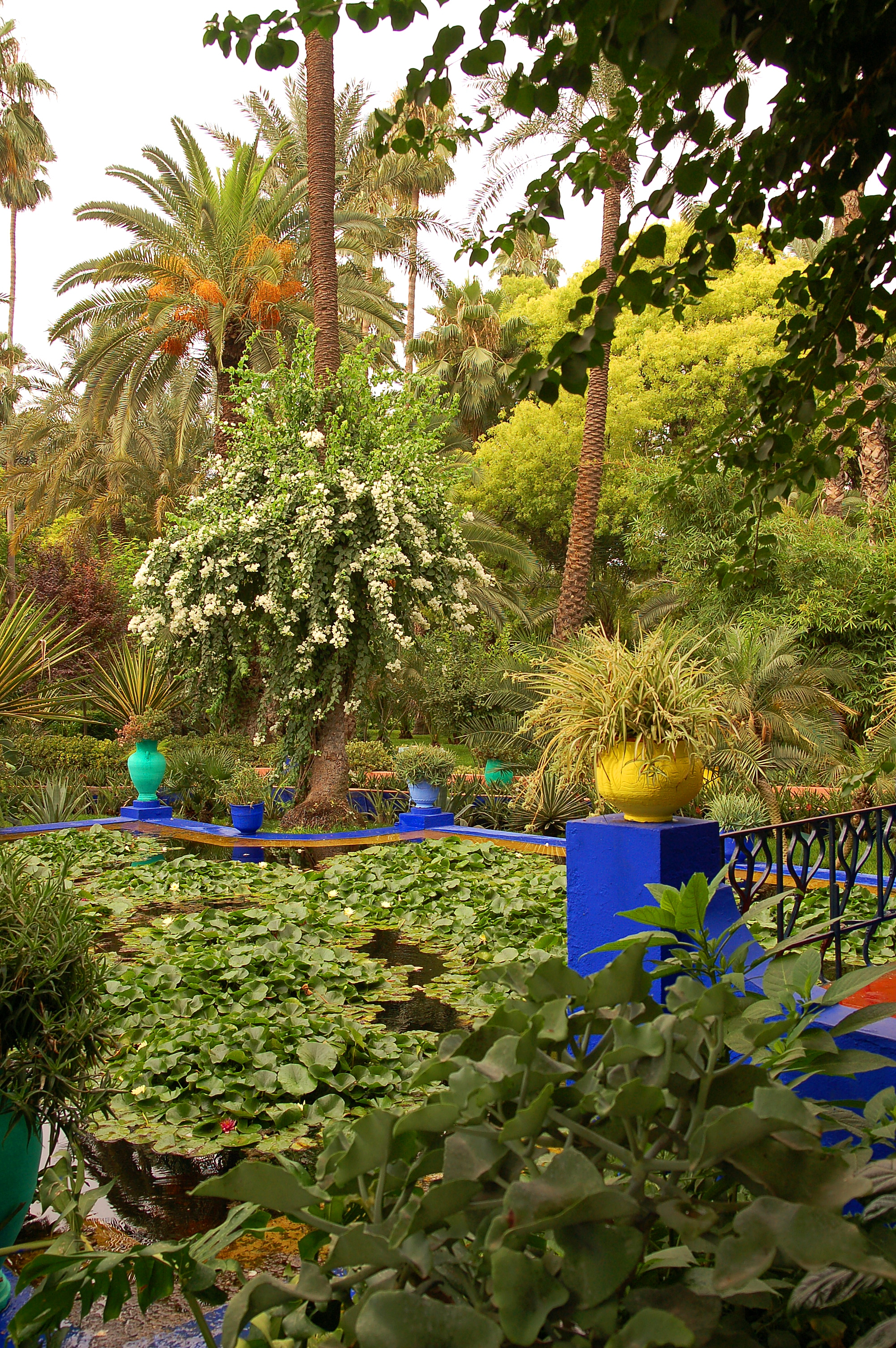
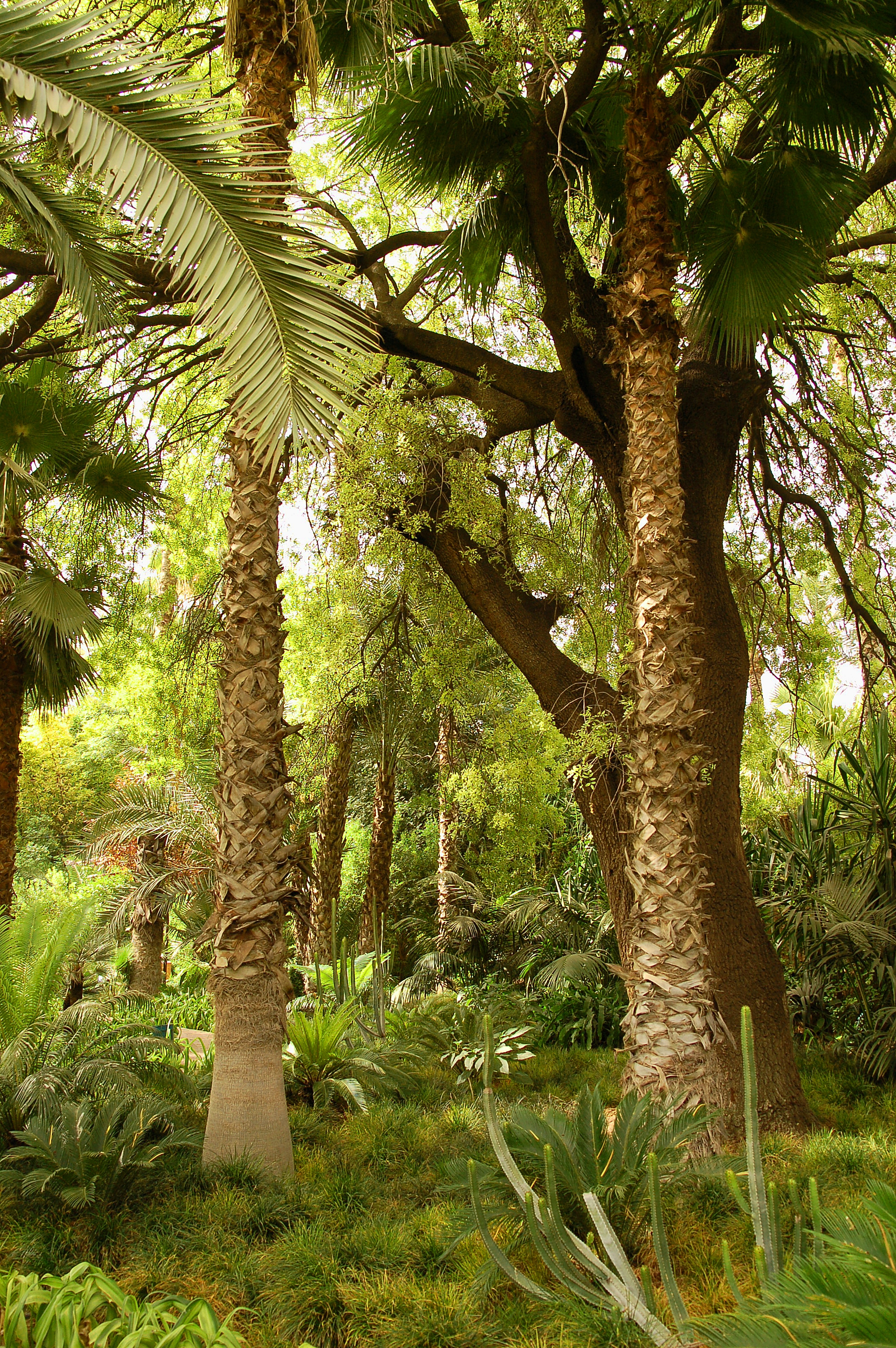
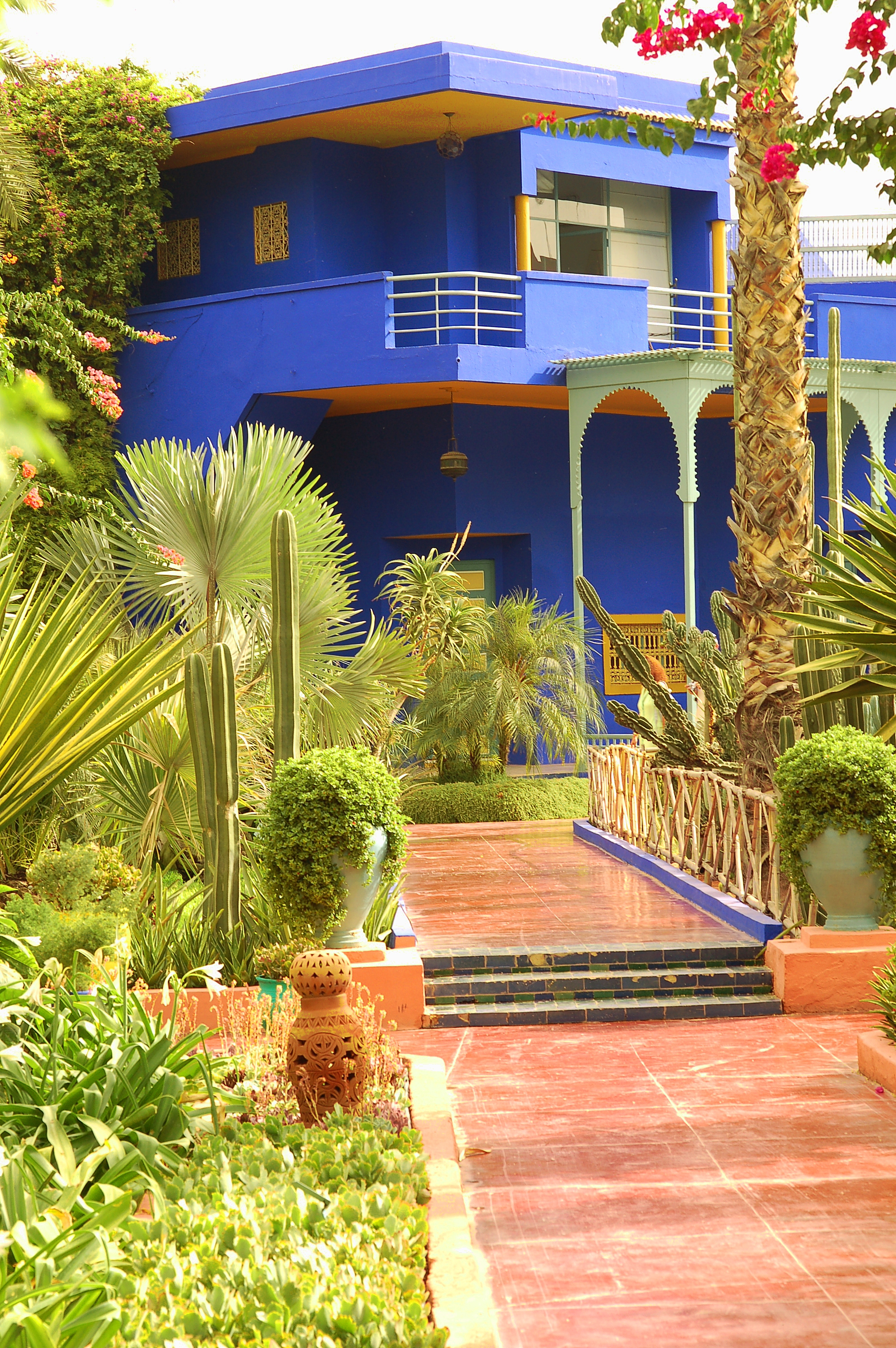
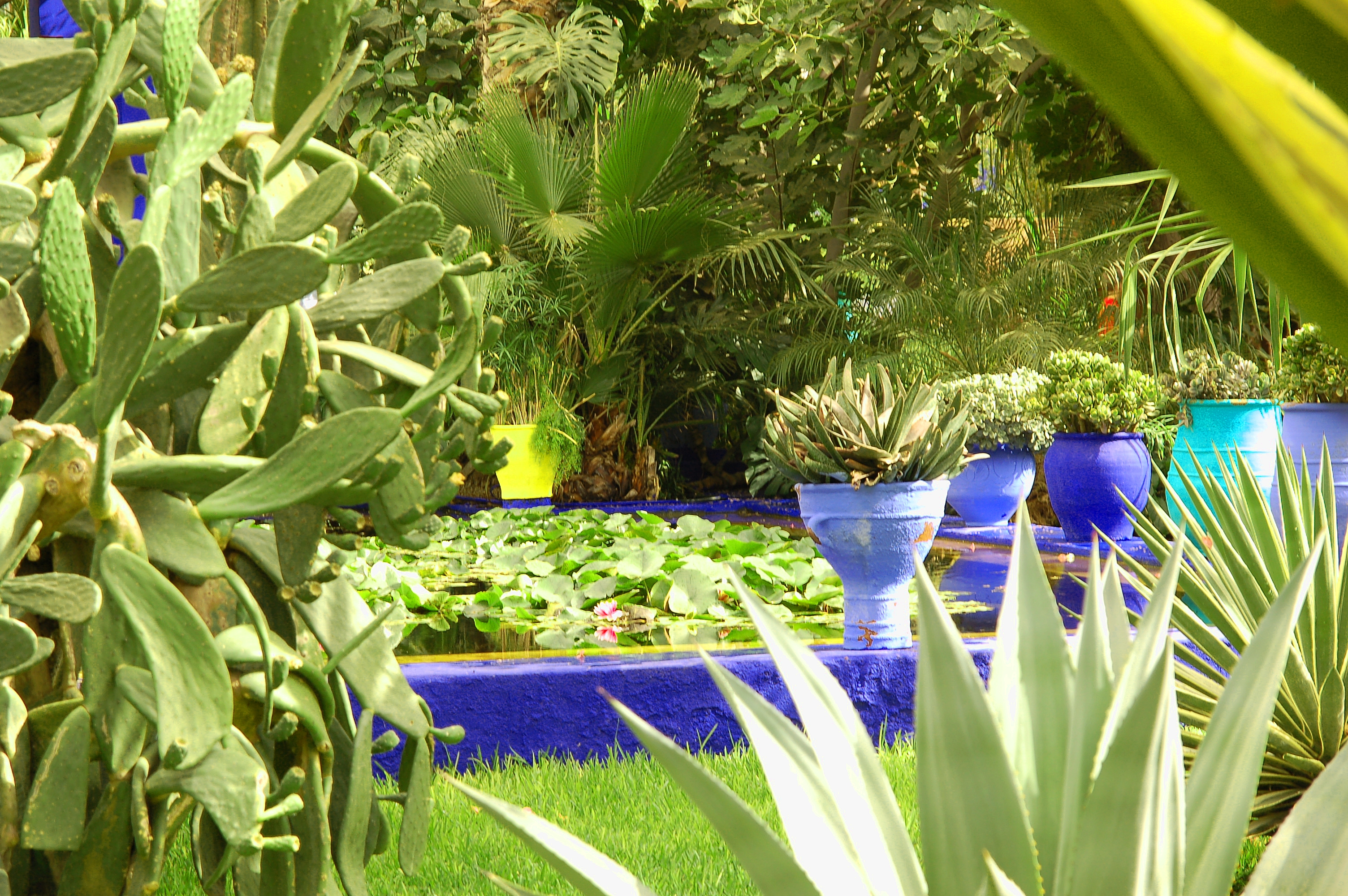
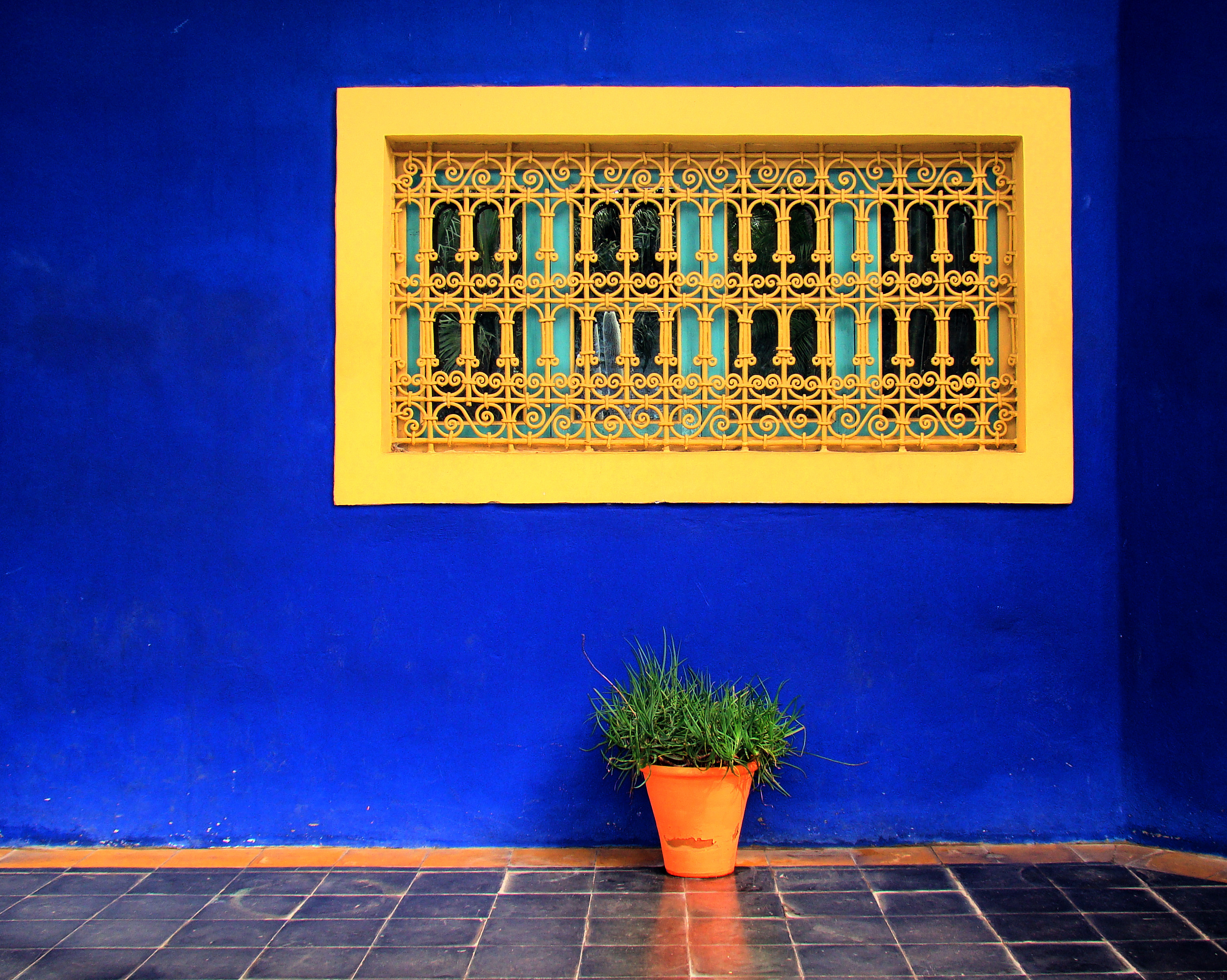
Majorelleblauw